# Muskogee, Oklahoma
Muskogee, Oklahoma là một thành phố quận lỵ quận Muskogee tại tiểu bang Oklahoma, Hoa Kỳ. Thành phố có diện tích km2, dân số theo điều tra dân số năm 2010 của Cục điều tra dân số Hoa Kỳ, thành phố có dân số 38.310 người, là thành phố lớn thứ 11 bang. Thành phố có Cao đẳng Bacone. Bộ phim 1951 "Jim Thorpe, tất cả người Mỹ", với diễn viên Burt Lancaster được quay trong khuôn viên của trường Cao đẳng Bacone Anh Điêng tại Muskogee.